# Pastoría, Ocuilan
Pastoría är en ort i kommunen Ocuilan i delstaten Mexiko i Mexiko. Samhället hade 451 invånare vid folkräkningen år 2020.